# Vincenzo A. Sagun
Vincenzo A. Sagun è una municipalità di quinta classe delle Filippine, situata nella Provincia di Zamboanga del Sur, nella regione della Penisola di Zamboanga.
Vincenzo A. Sagun è formata da 14 baranggay:
- Ambulon
- Bui-os
- Cogon
- Danan
- Kabatan
- Kapatagan
- Limason
- Linoguayan
- Lumbal
- Lunib
- Maculay
- Maraya
- Sagucan
- Waling-waling